# Granvattentjärnen
Granvattentjärnen är en sjö i Strömsunds kommun i Jämtland och ingår i Ångermanälvens huvudavrinningsområde. Sjön har en area på 0,0746 kvadratkilometer och ligger 330,2 meter över havet. Sjön avvattnas av vattendraget Frostan.

## Delavrinningsområde
Granvattentjärnen ingår i det delavrinningsområde (705554-150322) som SMHI kallar för Inloppet i Stor-Granvattnet. Medelhöjden är 368 meter över havet och ytan är 9,9 kvadratkilometer. Det finns inga avrinningsområden uppströms utan avrinningsområdet är högsta punkten. Frostan som avvattnar avrinningsområdet har biflödesordning 3, vilket innebär att vattnet flödar genom totalt 3 vattendrag innan det når havet efter 157 kilometer. Avrinningsområdet består mestadels av skog (81 procent) och sankmarker (13 procent). Avrinningsområdet har 0,12 kvadratkilometer vattenytor vilket ger det en sjöprocent på 1,2 procent.